# ドイツのための選択肢
ドイツのための選択肢（ドイツのためのせんたくし、独: Alternative für Deutschland、略称：AfD〈アーエフデー〉）は、ドイツの極右・右翼ポピュリスト、国家保守主義政党である。欧州懐疑主義で、不法移民の排除などを主張している。ドイツ連邦憲法擁護庁（BfV）は、以前、AfDを「右翼過激派」と公式に分類していた。この分類は2025年5月の発表から1週間後に一時的に停止されたが、認定の根拠となった報告書は後に流出して公表された。AfD連邦支部は、2021年にBfVから「過激主義の疑いがある政党」と分類され、2022年の裁判所の判決を経て、現在も監視対象となっている。連邦議会に議席を有する政党がこのように分類され監視対象となるのは、ドイツ史上初の事例である。
2013年4月、アレクサンダー・ガウランド、ベルント・リュッケ、元ドイツキリスト教民主同盟（CDU）のメンバーらによって、中道右派だが親欧州派のCDUに代わる右派で穏健な欧州懐疑派の政党として、ユーロ圏の政策に反対するために結成された。結成当初は、経済的にリベラルで、欧州懐疑的で、保守的な運動を展開していた。その後、さらに右傾化し、歴代指導者の下で移民、イスラム教、欧州連合への反対を含む政策を拡大した。2015年以降、イデオロギーはドイツ民族主義、フェルキッシュ民族主義、国家保守主義を特徴とし、反イスラム、反移民、福祉排外主義、欧州懐疑主義に政策の重点を置いている。連邦議会で唯一、人為的な気候変動の否定に基づいた環境・気候政策に掲げている政党である。AfDのいくつかの州会と他の派閥は、PEGIDA、新右翼、アイデンティタリアン運動などの極右民族主義や非合法運動とつながりを持ち、歴史修正主義や排外主義的なレトリックを使っていると非難されている。2018年以降、憲法保護のために様々な州政府機関によって監視されている。AfD指導部は、党が人種差別主義的であることを否定しており、そのようなグループを支持するかどうかについて党内で意見が分かれている。2022年1月、イェルク・モイテン党首は、AfDが全体主義的な特質を持つ極右に発展し、大部分がもはや自由で民主的な基本秩序に基づいていないことを認め、党首を辞任してAfDを離脱した。
2013年の設立後、2013年のドイツ連邦選挙で連邦議会に議席を獲得するための5％の選挙基準をわずかに下回った。2014年のドイツ欧州議会選挙では、欧州保守改革グループ（ECR）の一員として7議席を獲得した。2017年10月までにドイツ16州議会のうち14議会で代表を獲得した後、2017年のドイツ連邦選挙で94議席を獲得して第3党に躍進し、最大野党となった。主な候補者は、アレクサンダー・ガウランド共同副議長と、第19回ドイツ連邦議会で党グループリーダーを務めたアリス・ワイデルだった。2021年のドイツ連邦選挙では、第5党に後退したが、東部諸州（旧東ドイツ）では得票を伸ばした。2023年以降の世論調査では、AfDはドイツの政党支持率で2位につけるようになり、2025年ドイツ連邦議会選挙では152議席を獲得して第2党となった。

## 歴史

### 党結成から2014年までの党の歩み
メルケル政権によるギリシャほか欧州連合諸国への救済措置に不満を抱く勢力が中心となって結成された。欧州連合からの脱退を目標とし、ユーロ圏からの離脱とドイツ・マルクの復活を当面の最優先課題に挙げている。党の政策は全体的に右派色が強いが、国粋主義や移民排斥は掲げていないとされる。
結成から2か月後に開かれた党大会に1500名余りが参加するなど当初から強い注目を集め、同年9月の連邦議会選挙では阻止条項（得票率5%）を下回り議席獲得には至らなかったものの、連立与党の自由民主党（FDP）に肉薄する得票率4.7%を記録し一定の存在感を見せた。なおAfDはFDPの支持基盤を主に奪ったため、FDPも得票率4.8%で阻止条項を下回る結果に終わり、1948年の結成以来守り続けてきた連邦議会の議席を失った。
なお第2投票（比例区）の得票率を州別で見た場合、メクレンブルク＝フォアポンメルン州（5.6%）、ブランデンブルク州（6.0%）、ザクセン州（6.8%）、ヘッセン州（5.6%）、テューリンゲン州（6.2%）、バーデン＝ヴュルテンベルク州（5.2%）、ザールラント州（5.2%）の7州で5%を上回る支持を集めることに成功した。ただし連邦議会選挙と同日に行われたヘッセン州議会議員選挙では得票率4.1%に留まり、議席を獲得するには至らなかった。
2014年5月に行われた欧州議会議員選挙では、得票率7.4%で7議席を獲得した。
欧州議会ではイギリス保守党が率いる会派「欧州保守改革グループ（ECR）」に属していたが、国境管理を巡って意見が相違した結果、2016年に会派を離脱。その後、2016年5月までに、ドイツのための選択肢の欧州議会議員は欧州懐疑派の会派「自由と民主主義のヨーロッパ（EFDD）」に加わった。
また同年8月のザクセン州議会議員選挙（得票率9.7%）で初めて州議会の議席を得ると、翌9月のブランデンブルク（同12.2%）・テューリンゲン（同10.6%）両州議会議員選挙でも阻止条項を突破し、州議会への進出を果たしている。

### 2015年7月の党分裂

#### ペギーダをめぐる党内不一致
ドイツのための選択肢は2014年10月に旧東独ザクセン州の州都ドレスデンに登場したペギーダの略称を持つ西洋のイスラム化に反対する欧州愛国者運動と密接な関係を持っていた。事実、AfD党員や支持者たちがドレスデンにおいてペギーダと共に活動していた。2014年11月以降、ドレスデンAfDはペギーダのデモに歓迎され合流していた。AfDザクセン支部ハンス＝トーマス・ティルシュナイダーの指導下にある愛国者プラットフォームはペギーダを最初から支持し、ペギーダの要求を支持し受け入れることをAfD連邦指導部に迫った。ケルンにおけるサラフィスト反対運動に参加することを禁止した2014年のAfD指導部の決定に反対するAfD党員たちはペギーダのメンバーたちと連帯して不満の声をあげた。2014年12月に旧東独ブランデンブルク州のAfDを率いるアレクサンダー・ガウランドがドレスデンのデモ行進と集会を見物し、ペギーダ運動を支持し連携することはAfD党員として当然なことと語った。フラウケ・ペトリーはザクセン州議会でペギーダと合同幹部会を開催した。反対に当時の指導部にいたベルント・ルッケとハンス＝オーラフ・ヘンケルはペギーダ運動とは距離を保つことを主張した。2015年1月になって、メルケル首相によるペギーダ批判に対抗する形で、AfD指導部がペギーダを擁護した。ペギーダ代表ルッツ・バッハマンによる外国人嫌悪発言が明るみに出ると、AfD連邦指導部はペギーダから離れた。けれどもAfDの州支部段階においてペギーダに対する姿勢はアンビバレントであった。フランクフルトのペギーダ系運動に極右政党のドイツ国家民主党が関与しているとして、ヘッセン州AfDはペギーダへの党員参加を批判した。しかし、ヘッセン州北部のカッセルで開かれた集会には党員の参加を促していた。2015年7月にエッセンで開催されたAfD臨時党大会の挨拶において、開催地のノルトライン＝ヴェストファーレン州AfDの代表マーカス・プレッツェルはドイツのための選択肢はペギーダ運動の政党であると述べた。

#### エアフルト決議
2015年5月、旧東独テューリンゲン州のAfD代表ビョルン・ヘッケと同じく旧東独のザクセン＝アンハルト州AfD代表アンドレ・ポッゲンブルクはAfD指導部に抗してテューリンゲン州の古都エアフルトでエアフルト決議と呼ばれる狼煙をあげた。その決議において彼らはより保守的な政治姿勢に立つようにAfD指導部に要求した。エアフルト決議の支持者たちはドイツのための選択肢党をドイツの現代社会に定着しているジェンダー・メインストリーミングや多文化主義に対抗するドイツ民族の運動体として理解していた。加えて、ドイツのアイデンティティーと独立の更なる希薄化に対抗する運動体という理解も彼らに存在していた。とりわけ、エアフルト決議はペギーダ運動との関係を批判した。大勢のAfD党員や支持者たちがペギーダのデモに参加しているにもかかわらず、ドイツのための選択肢AfD党は市民的抗議運動であるペギーダから距離を置いて、手を切るべきであると言い切っている。少し後に、党内穏健派ハンス＝オーラフ・ヘンケルは3人の欧州議会議員たちと共に「ドイツ決議」という名の対抗宣言を明らかにし、エアフルト決議の提唱者たちを党の団結を壊すものたちとして批判した。2015年3月25日までに1800人のAfD党員たちが署名したとエアフルト決議の主唱者は語った。署名した党員たちの中に、ブランデンブルク州代表のアレクサンダー・ガウラントも含まれていた。

#### ヴェクルーフ2015
2015年5月になって、ベルント・ルッケはヴェクルーフ2015と呼ばれる分派集団を作った。複数の欧州議会議員と若干の州の代表者と幹部たちがAfDの穏健派グループとしてベルント・ルッケの下に集まった。そこに集まった党員たちは新右派の代表者たち（エアフルト決議の提唱者）による権力把握によってドイツのための選択肢AfD党の存立と一体性が脅かされていると見なした。その時点では、ヴェクルーフ2015に集った党員たちは新党を結成しようとしたのではなく、穏健派党員たちの離党を食い止め、穏健派を強めようとしていたのである。2015年5月末に州支部の結成が始まり、その内部においてヴェクルーフ2015集団が党に発展すると語られ始めていた。ヴェクルーフ2015と呼ばれる分派集団結成はルッケの支持者たちの多量離党を可能にするための準備と周囲では見なされた。AfD指導部にいたフラウケ・ペトリーとアレクサンダー・ガウラントはルッケらの分派結成を党則違反行為であって、党を傷つけたと批判した。その分派集団ヴェクルーフ2015においてベルント・ルッケの支持者約4千人が集まった。ルッケのドイツのための選択肢AfD離党後の2015年7月に約2,600人が新たな欧州懐疑主義政党の結成を支持し集まったのである。

#### エッセン臨時党大会

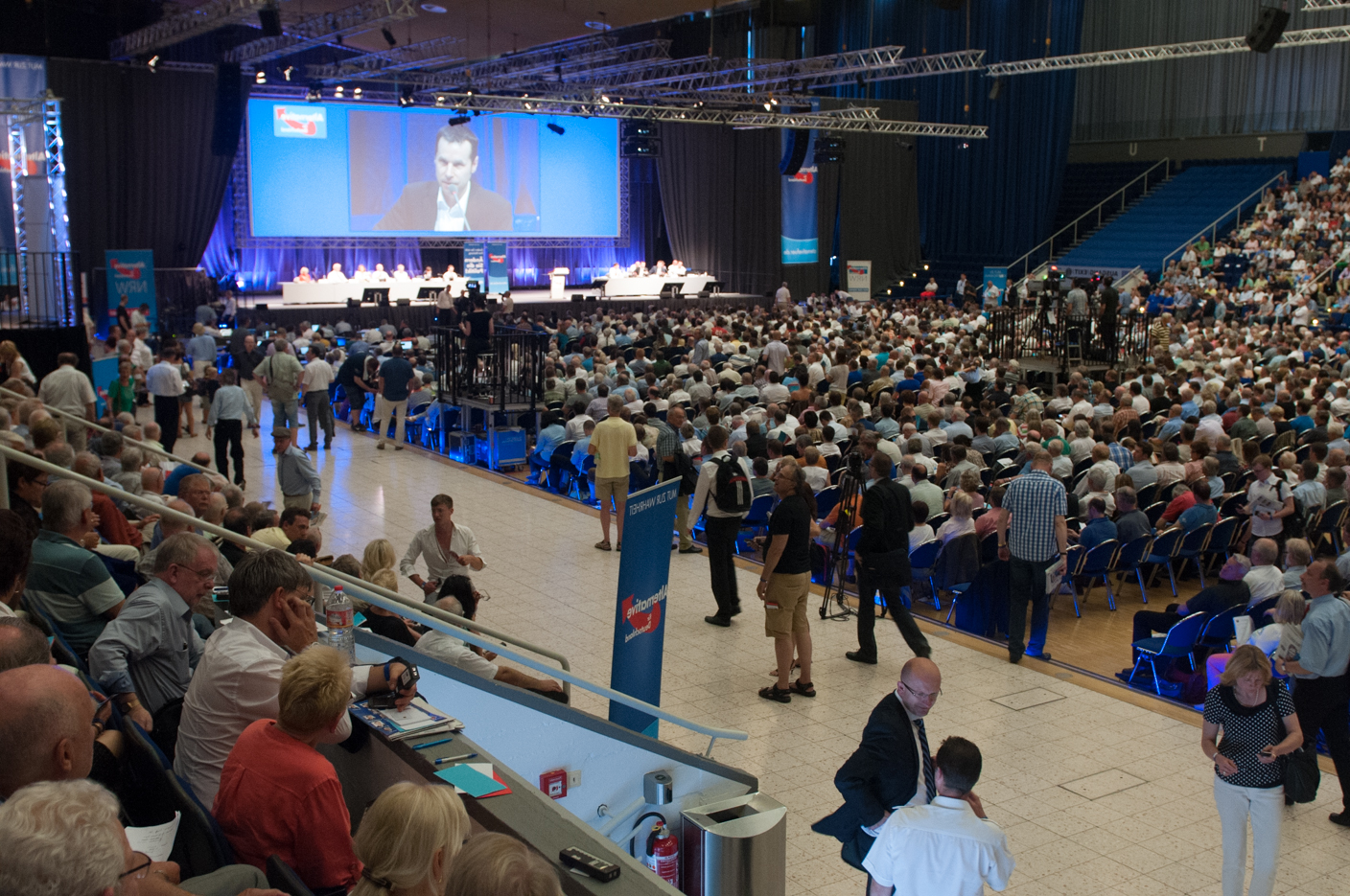
エッセン臨時党大会 2015

党内抗争後の2015年7月4日にノルトライン＝ヴェストファーレン州の工業都市エッセンで開催された臨時党大会において、党首選出選挙がおこなわれた。決選投票において、フラウケ・ペトリーがベルント・ルッケの代わりに第一党首に選ばれた。党首選出の決戦選挙においてペトリーには60%の支持票が集まったのに対して、ルッケへの支持票は38.1%に過ぎなかった。加えてイェルク・モイテンが同等の権限を持つ党首に選ばれた。ベルント・ルッケの党首選における敗北は政治学者たちから党の右傾化と経済自由主義派に対する国民保守主義派の勝利と評論された。
ペトリーによると、エッセン臨時党大会はAfDを破壊的な党内権力闘争から救うための強行策だった。それによってドイツのための選択肢は再び独立と自由を回復したのである。新指導部の下でもユーロ救済策への批判が最重要課題として継続しており、難民対策や難民、亡命者庇護政策が党の前面に躍り出ているわけではない。中産階級と家族を守るための直接民主主義の更なる導入も重要政策として党は継続しており、社会政策や経済政策も同様である。単に欧州連合改革に関連する変更事項が生じたに過ぎない。党大会後のAfD新指導部は自国であるドイツ連邦共和国のメルケル政権よりもイギリス保守党とデーヴィッド・キャメロン首相に親近感を持っていることを認めている。

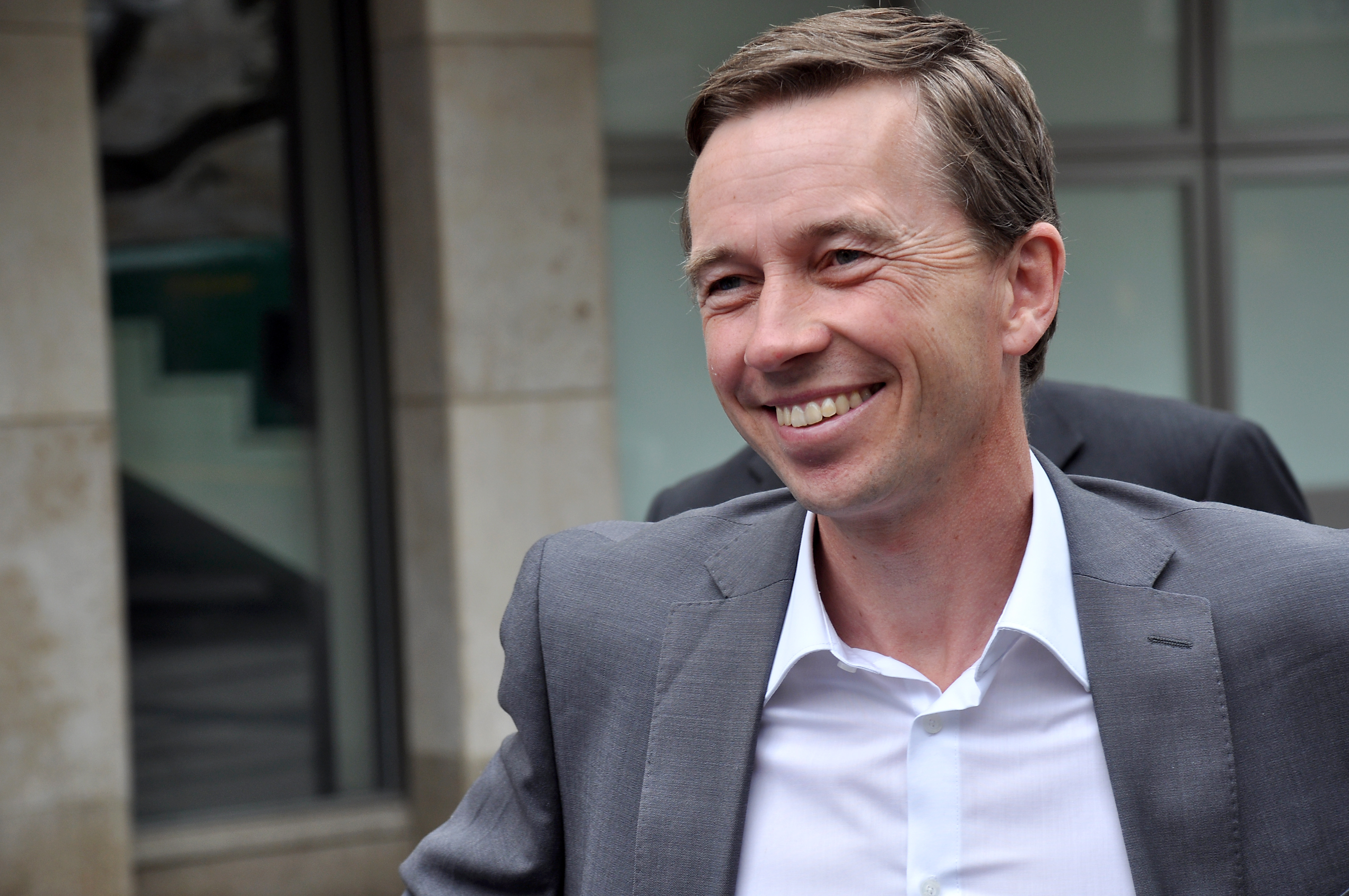
党設立者ベルント・ルッケ

#### 新党「進歩と新たな出発の連盟」の結成
党首選に敗れたベルント・ルッケは離党し、2015年7月19日に新たに進歩と新たな出発の連盟（ALFA）を設立し、5人の欧州議会議員、3人のブレーメン市議会議員、一人のテューリンゲン州議会議員を含む大勢の支持者たちを新党に呼び込んだ。新たに結党された「進歩と新たな出発の連盟」との今後の関係を、ドイツのための選択肢党に残った党員たちが指導部に問い合わせたが、AfD指導部はあくまでも新党を無視し、彼らを決してリスペクトしないように残ったAfD党員たちに求めた。党分裂は決定的であった。

### 2016年

#### オーストリア自由党との協力関係構築
2016年初め、ドイツのための選択肢党首フラウケ・ペトリーとノルトライン=ヴェストファーレン州党支部代表マルクス・プレッツェル、オーストリア自由党（FPÖ）党首ハインツ＝クリスティアン・シュトラッヘ、FPÖ幹事長 ハラルト・ヴィリムスキはデュッセルドルフでシンポジウム「欧州のための未来像」に出席し、会談をおこなった。その後、ドイツのための選択肢バイエルン州支部がオーストリア自由党との協力関係（ブラウ同盟）を構築することで一致した。引き続き、ブランデンブルク州ナウエンでの選挙演説会に際して、FPÖ幹事長のハラルト・ヴィリムスキとドイツのための選択肢副党首のアレクサンダー・ガウラントが演壇に共に上がった。2016年5月1日、シュトゥットガルトで開催されていた党大会においてマルクス・プレッツェル党ノルトライン=ヴェストファーレン州支部代表がオーストリア自由党も加盟を希望している欧州議会内政治会派「自由と民主主義のヨーロッパ」に入ることを明かした。さらに、マルクス・プレッツェルが党大会の場でオーストリア自由党への歓迎メッセージを読み上げた。

#### 2016年3月州議会議員選挙での躍進
2016年3月13日、バーデン＝ヴュルテンベルク州、ラインラント＝プファルツ州、ザクセン＝アンハルト州でおこなわれた州議会議員選挙でドイツのための選択肢は阻止条項（5%）を突破し、それぞれの州議会で議席を獲得した。バーデン＝ヴュルテンベルク州では15,1%を獲得し、州議会では緑の党（30.3%）、キリスト教民主同盟（CDU）（27.0%）に次ぐ第3党の位置を確保した。ドイツのための選択肢はドイツ社会民主党（SPD）（12.7%）と自由民主党（8.3%）にも競り勝っており、この州での支持が広がっていることを示している。ラインラント＝プファルツ州では12.6%を獲得し、州議会ではドイツ社会民主党（36.2%）、キリスト教民主同盟（31.8%）に次ぐ第3党の位置を確保した。この州ではドイツのための選択肢は自由民主党（6.2%）、同盟90/緑の党（5.3%）に競り勝っている。旧東独のザクセン＝アンハルト州では24.2%を獲得し、州議会ではキリスト教民主同盟（29.8%）に次ぐ位置を獲得した。この州では旧東独で強い支持基盤を持つ左翼党（16.3%）を大きく上回り、ドイツ社会民主党（10.6%）と同盟90/緑の党（5.2%）も引き離した。事前の調査の通り、旧東独地区でAfDへの支持が厚いことが今回の州議会議員選挙で明らかになった。

#### 欧州議会内会派・欧州保守改革グループからの離脱
2016年1月にベアトリクス・フォン・シュトルヒ欧州議会議員兼副党首が国境侵犯者に対して銃器使用を可能にすべきと発言した後、2016年3月になってドイツのための選択肢所属欧州議会議員が「欧州保守改革グループ 」（EKR）から2016年3月31日までに離れることを求められた。これを受け入れない場合は、議員団から除名すると警告された。この離脱要求はオランダのキリスト教民主主義者ペター・ファン・ダーレンの提起から来ていた。その結果、2016年4月8日にベアトリクス・フォン・シュトルヒ議員兼党副党首は欧州保守改革グループを自ら離脱し、欧州懐疑派の欧州議会内政治会派「自由と民主主義のヨーロッパ」に加わった。その3日後に、欧州議会議員のマルクス・プレッツェル党ノルトライン=ヴェストファーレン州支部代表が欧州保守改革グループから除名された。彼も2016年5月1日に「自由と民主主義のヨーロッパ」会派に入った。

#### ザールラント州支部の解散
2016年3月24日、ドイツのための選択肢連邦指導部はザールラント州支部の解散決定を告知した。ザールラント州支部において政治的目的の逸脱と党内秩序に関する違反行為があったことをドイツのための選択肢連邦指導部が確認したからである。ドイツのための選択肢ザールラント州支部とドイツ国家民主党（NPD）幹部との協力活動が連邦憲法擁護庁によって裏づけられたというドイツの週刊誌シュテルンの調査記事がその処分理由になった。

#### 基本綱領の決定
2016年4月30日から5月1日までシュトゥットガルトで開催されたドイツのための選択肢党大会で、綱領草案が提案され、多数の派閥と約1000人の党員が参加して基本綱領を議決した。その基本綱領では、イスラムはドイツに属していないと見なされ、ミナレット建設、アザーンの呼びかけ、ブルカやニカブで顔を覆うことを禁止している。難民としての資格付与が認められない国の出身者には最初から庇護手続き申請自体を認めない。他方で、高度な能力を持ち、ドイツ社会に融合する準備や能力を兼ね備えている移住希望者を歓迎する。欧州連合（EU）は経済共同体としてのみ存続し、共通通貨ユーロは廃止すべきものと見なしている。ユーロ圏（欧州連合加盟、ユーロ導入国）にドイツが留まるかどうかは、国民投票で決定すべきであるとしている。スイスをモデルにして直接民主主義的要素を強め、連邦大統領を直接投票で選出させ、反対に議員の有する権限を制限縮小させていく。育児手当を保育所に子供を預けない家庭に支給させ、家庭内保育を保育所と同列に扱い、家庭内育児自体を優遇する。男女共同参画政策、クオータ制は誤ったフェミニズムであると見なし否定する。子供のいる家庭と子沢山家庭は称賛されるべきであり、その育児は支援されるべきであり、堕胎は許されない。租税法を簡素化し、中間所得者と低所得者、とりわけ中下層所得の家族に向けた税の控除制度を拡充させる。原子力発電所の操業期間延長を許容し、シェールガス採掘も肯定し水圧破砕法の研究を推進する。男性に兵役義務を再び課すこと、NATO加盟国であることを否定せず、NATOのあり方をドイツの利害に合致させていくようにする。

#### ペギーダ（西洋のイスラム化に反対する欧州愛国者）との境界
2016年5月、ドイツのための選択肢指導部は、AfD党員たちが講演者としてペギーダ（西洋のイスラム化に反対する欧州愛国者）集会の演壇に上がることや、AfD党旗等を持参して集会に参加すべきではないと決定した。同時にペギーダ関係者によるAfD集会での登壇やペギーダの旗等の持参を断ることも決定した。この党指導部の決定に対して、党内右派からは不満の声が上がった。

#### 2016年9月メクレンブルク＝フォアポンメルン州議会選挙
2016年9月4日、ドイツのための選択肢はメクレンブルク＝フォアポンメルン州議会選挙で20.8%を得て州議会第2党になった。州議会選に際して、ドイツのための選択肢州代表ライフ＝エリク・ホルムは州首相候補として第1党になる目標を掲げていたが、その達成には失敗した。州議会選挙前において、党全国代表モイテンはメクレンブルク＝フォアポンメルン州議会でのドイツ国家民主党との連携を示唆した。しかしながら、ドイツ国家民主党が阻止条項によって州議会での議席獲得に失敗したので、このような状況が現実になる可能性は消えた。

#### ベルリン州（特別市）議会選挙
2016年9月18日におこなわれたベルリン州（特別市）議会選挙で、ドイツのための選択肢は得票率14.2%、25議席を獲得した。ドイツのための選択肢への支持は旧西ベルリン側よりも旧東ベルリン側の方が高く、東側のマルツァーン＝ヘラースドルフ区やリヒテンベルク区、パンコウ区、トレプトウ＝ケーペニック区にある小選挙区で首位になり当選を決めた。なお、ベルリン西側で当選した議員は全て比例代表選出であり、東側のように小選挙区で当選した者はいない。

### 2017年

#### 2017年ケルン党大会
2017年4月、ドイツのための選択肢はケルンで全国の代議員を集めて党大会を開催した。2017年秋に行われるドイツ連邦議会選挙を前にして、連邦議会選挙時の筆頭候補選出に関する白熱した議論がおこなわれた。なお、2016年11月の段階で連邦党指導部は2017年連邦議会選挙筆頭候補を選出していた。党員たちの質疑を経て執行部からの提案は承認された。ケルン党大会の少し前に、フラウケ・ペトリーは選挙筆頭候補からの辞退を表明していた。党の選挙筆頭候補として、 アレクサンダー・ガウラントとアリス・ワイデルが代議員の67.7％の支持を得て選出された。党大会代議員たちは党をより現実路線に向かわせようとしたペトリーが携わったいわゆる「未来に向けた提案」を却下した。この議決結果はペトリーと現実路線の敗北と広く認識された。

#### 2017年ドイツ連邦議会選挙
2017年9月24日に投票が行われたドイツ連邦議会選挙で、ドイツのための選択肢は政党名簿投票分（間接投票の比例代表）で12.6%を獲得し、94議席を得た。加えて、旧東独南部のザクセン州では直接投票の小選挙区で3人当選している。ザクセン州でドイツのための選択肢は第2投票の比例代表においても27％を獲得し、ドイツ国内で最も強い支持を得た。全体として、AfDは旧東独地区において、西側諸州よりも強い支持を得ていることが明らかになった。さらに分析するとAfDは旧東独地区のポーランド、チェコとの国境に隣接している地域で最も高い支持を得ている。支持の度合を自治体レベルで見ると、大都市よりも地方の小都市や郡部自治体で、より強い支持を得ている。最大の支持層は東西共に中年男性であると言われている。このような支持動向に関して、社会学者でライプツィヒ大学教授ホルガ―・レングフェルトは必ずしも個々の経済的社会状況は投票に際して重要な働きはせず、むしろグローバル化という世界の趨勢への嫌気に左右された結果であると見なしている。
しかし、総選挙からほどなく党共同代表のペトリーが辞任・離党した。2017年12月2日にハノーファーで開かれた党大会で、イェルク・モイテンとアレクサンダー・ガウラントが党代表に選ばれた。

### 2019年

#### 2019年の州議会選挙
9月1日、旧東ドイツのザクセン州、ブランデンブルク州で投開票された州議会選挙では両方で第2党に躍進した。ザクセン州での得票率は前回2014年の3倍近い27.5%、ブランデンブルク州でも前回から11.3ポイント増の23.5%となった。
10月27日、テューリンゲン州議会選挙では前回の2倍を超える23.8％を獲得し、第1党の左翼党に次いで第2党となった。与党キリスト教民主同盟は第3党に転落した。

### 2021年
コロナの規制解除を求めて臨んだ連邦議会選挙ではザクセン、テューリンゲンの東ドイツ2州では最多得票であったが全国的には失速した。旧東ベルリンでは得票率20.5％でSPDに次いで2位となり、西では得票率8.4％で5位となった。同党は旧ドイツ民主共和国（東ドイツ）の地域、特にザクセン州とテューリンゲン州で最も勢力を伸ばしているが、これは東ドイツの有権者が強権政治を好む傾向にあることに加え、統一後も続く経済・統合問題が主な原因である。

### 2024年
2024年の欧州議会選で、ドイツで第2党となった。
9月1日、AfDは東部チューリンゲン州議会選挙で32.8%を獲得し、全88議席のうちの32議席を獲得して第1党となった。同日、AfDはザクセン州選挙で30.6％の票を獲得し、120議席のうち40議席を獲得して第2党となった。同22日のブランデンブルク州議会選挙でも支持を伸ばし、得票率29％で第2党となった。

### 2025年
2025年1月25日、イーロン・マスクがAfDの集会で演説し、「ナチスの歴史にまつわる過去の罪悪感にとらわれるな」「子どもたちに親の罪を背負う義務はない」と発言した上で、「ドイツの偉大な未来のために戦おう」と呼びかけた。
このほか、同年にはハンガリーのオルバーン・ヴィクトル首相や米国のJ・D・ヴァンス上院議員らもAfDへの支持を表明した。
AfDは民主主義を否定はしていないものの、ドイツ連邦憲法擁護庁は過激な極右組織として、同年5月にAfDを右翼過激派に指定した。AfDは政治的動機による判断だと反発し、行政裁判所に仮処分を申請した結果、憲法擁護庁は一時的に指定を停止した。
2月23日に行われた総選挙では、移民犯罪や反移民感情、経済不振への不満を背景に、前回選挙の2倍となる20.8%の票を得て152議席を獲得。国政レベルで初の第2党に躍進した。特に旧東ドイツの全州で1位を獲得し、テューリンゲン州では38.6%に達した。

## イデオロギーと政策
AfDは、経済的・社会的の両面で右派かつ国民保守主義的な運動と広く見なされている。党の政策綱領および使命声明では、AfDを自由主義と保守主義の双方の性格を併せ持つ政党として定義し、ドイツ国民の「平和的、民主的、主権的な国家」としての主権、西欧のアイデンティティ、ドイツ文化の保護を重視する立場を強調している。政治学者やジャーナリストは、AfDを移民反対、欧州懐疑主義、ナショナリズムの傾向を持つ政党として特徴づけており、市民的ナショナリズムから強硬なドイツ民族主義までドイツ民族主義の様々な傾向が党内に見られると指摘している。また、AfDを急進的右派ポピュリスト政党、あるいは「典型的な急進的右派ポピュリスト政党」と分類し、排外主義を強調する政党とする評価もある。選出された議員や草の根党員の間には、より穏健な保守派から急進派まで多様な党内派閥が存在している。
AfDは当初、中産階級の自由保守政党として設立され、穏やかな欧州懐疑主義の立場を取っていた。ドイツの欧州連合（EU）加盟には賛成する一方で、さらなる欧州統合やユーロ通貨、ギリシャなどへのユーロ圏の救済策には批判的だった。当時、党はスイス型の半直接民主制の導入、ユーロ圏の大幅改革、移民反対、同性婚反対などを訴えていた。この時期、AfDは経済自由主義、秩序自由主義、国民自由主義の政策を掲げていた。元欧州議会議員のハンス＝オラフ・ヘンケルは、AfDの初期の政策をイギリスの保守党に似ているとし、イギリス独立党やフランス国民戦線のような急進的欧州懐疑主義やナショナリズム政党とは異なると述べていた。AfDがユーロ圏の救済反対キャンペーンを展開したことから、一部メディアはAfDをアメリカのティーパーティー運動になぞらえたが、当時の党指導部はこれを否定し、極右急進派を党に引き入れるつもりはないと表明していた。
2015年、フラウケ・ペトリーが党首に選出されると、創設者で元党首のベルント・ルッケを含む穏健派のメンバーが離党し、新党「進歩と刷新のための同盟」（2016年11月に「自由保守改革者」に改名）を結成した。ルッケは離党理由の一つとして「反西欧的で明確に親ロシア的な外交・安全保障政策志向」や、「議会制民主主義の『体制問題』を提起する動きの増加」を挙げていた。当時、AfDは世論調査で支持率が約3％と低迷し、党内抗争もあったが、2015年後半の難民や移民の流入により支持率が高まり、政策の焦点はユーロ圏問題から移民、特にイスラム教徒の移民反対にシフトした。
2017年にペトリーが離党し「青の党」を結成した後、AfDはさらに右傾化し、より強硬な反イスラム、反移民の立場や、党指導者による歴史修正主義的発言が見られるようになった。現在のAfDは、ヨーロッパの他のポピュリスト急進的右派政党に似ているが、より過激な団体との明確な関係を維持している点でやや異例である。政治学者は、AfDをスウェーデン民主党、デンマーク国民党、オーストリア自由党など、他のヨーロッパの右派ポピュリスト政党よりも過激と評している。AfDは、アイデンティタリアン運動やPegidaに共感的なメンバーを含むとされ、党指導部はこれらの運動を党内に取り込むか否かで分裂してきた。
2020年3月、ドイツ連邦憲法擁護庁（BfV）は、AfDの極右的民族主義派閥「デア・フリューゲル」を「自由民主的な基本秩序に反する極右的な試み」と認定し、「基本法に適合しない」として監視対象に置いた。2021年3月初旬、ドイツの主要メディアは、BfVがAfD全体を「疑わしい過激派グループ」として監視対象に置いたと報じた。AfDの党員は、この動きを2021年の連邦議会選挙で党の選挙戦を妨害するためだと主張したが、BfVは当面の間、AfDや候補者に関する調査の公表を控えると説明した。その後、選挙年の公平性を保つために裁判所が監視の一時停止を命じた。2022年には、BfVがAfD全体を「極右的な疑いのある団体」として分類・監視できるとの判断が下された。AfDの訴訟は「党内に反憲的な動きの十分な事実的根拠がある」として棄却され、2024年5月にもその判断が支持された。2023年4月26日には、BfVは4年間の調査を経て、AfDの青年組織「ドイツのための若者」を確定的な極右組織と分類し、電話盗聴や潜入捜査員の使用に加えて、より厳しい監視を実施できるようになった。2025年、BfVはAfDを「確定した極右勢力」と公式に認定し、当局が監視を強化し、情報提供者や通信傍受を行うことを可能にした。この分類に至ったBfVの専門家による報告書は後に流出している。
AfDは反共産主義であり、アンゲラ・メルケルとその政権を東ドイツの秘密警察に例えるなど、「赤狩り」的な言説を展開してきた。

### イデオロギー的派閥
政治評論家や分析家は、AfDに大きく2つの派閥が存在すると指摘している。1つは、より穏健な国民保守派の「アールタナティヴァ・ミッテ」で、イェルク・モイテン、アリス・ワイデル、ベアトリクス・フォン・シュトルヒなどの議員が所属し、Pegida創設者ルッツ・バッハマンのような運動や人物との連携に反対している。もう1つは、テューリンゲン州党首ビョルン・ヘッケら州レベルの人物が率いる、より強硬なアイデンティタリアン派閥「デア・フリューゲル」である。政治著述家ジェフリー・ゲドミンは、現在のAfDを、保守派、社会保守派、急進右派、その他のイデオロギー的に一貫しない広範なメンバーを抱える「広い教会」のような存在だと評している。また、AfDの主要な支持層は、極右的な民族主義者から、伝統主義的だが体制に不満を持つ穏健保守層まで多様であると述べている。

### ドイツ民族主義
時間の経過とともに、ナチス時代の負の歴史への批判を拒否し、ドイツの主権や国民的誇りを取り戻すというドイツ民族主義が、AfDのイデオロギーの中心的要素となり、ポピュリズム的訴求の柱となった。党内の穏健派を率いたペトリーは、「フォルキッシュ民族主義」という言葉をナチス的な意味合いから取り戻すべきだと主張した。右派のビョルン・ヘッケは「祖国（Vaterland）」や「民族（Volk）」という語を用い、強い民族的・人種的ニュアンスを強調している。2017年1月、ヘッケは演説でベルリンのホロコースト記念碑について「ドイツ人は世界で唯一、首都の中心に『恥の記念碑』を建てた民族だ」と述べ、「過去と向き合う政策」を嘲笑し、ドイツは国民的誇りについて「180度の転換」をすべきだと主張した。

#### 反ユダヤ主義
AfDの指導部はたびたび反ユダヤ主義の批判を否定しているが、党内には反ユダヤ的な態度を示すメンバーや候補者がいる。2019年のForsa研究所の調査によれば、ドイツ全体で「ホロコーストは連合国のプロパガンダである」と考えるドイツ国民は2%だが、AfD支持層では15％に上った。AfD設立の12年前にあたる2001年、後にAfD連邦議会議員となるヴィルヘルム・フォン・ゴットベルクは、ホロコースト追悼について、イタリアのネオファシスト、マリオ・コンソリの言葉を引用し、「どんな些細な理由でもホロコーストを思い出させるのに十分だ。ユダヤ人の『真実』は法的保護を受け、ホロコーストは神話・ドグマとして自由な歴史研究から切り離されている」と述べていた。2017年には、AfDの連邦議会議員10人が、反ユダヤ主義的、人種差別的、ナチス賛美的、陰謀論的な投稿が多数見られたFacebookの非公開グループ「愛国者たち」に参加していたことが発覚した。その中には、ホロコースト犠牲者アンネ・フランクの顔をピザの箱に合成し、「焼きたて」のドイツ語訳が書かれた投稿も含まれ、大きな注目を集めた。一部のAfD議員は、グループに「知らずに追加された」として退会したが、ステファン・プロッチュカ議員は「私も愛国者だからこのグループにいる」として残留を表明した。
2019年のドイツ連邦憲法擁護庁（BfV）の報告書は、アレクサンダー・ガウラントやビョルン・ヘッケらAfD幹部の発言が、ナチス時代のホロコースト加害者を免罪し、「反ドイツ的」として過去の再評価を否定することで、極右的な歴史修正主義との「接続性」を生み、最終的には戦争責任やホロコースト否定に繋がりかねないとしている。2023年には、ドイツ連邦政府のユダヤ人生活・反ユダヤ主義対策担当官フェリックス・クラインが、AfD幹部がホロコーストを相対化し、党として反ユダヤ主義を容認していると指摘した。
2024年、ドイツ・ユダヤ人中央評議会のヨーゼフ・シュスター会長は、「AfDは、自らの理念に合致するならば、ユダヤ人の生活を意図的に攻撃する可能性がある」と懸念を示し、「AfDは反ユダヤ主義者に居場所を提供している」と述べた。2021年にアメリカユダヤ人委員会が実施した調査でも、AfDにとって反ユダヤ主義は「プログラム的中核」にあると結論づけられた。この調査の著者ラーズ・レンスマンは、「表向きとは裏腹に、イスラエル敵視やホロコースト相対化、反ユダヤ的陰謀論、反ユダヤ的イメージがAfDで際立った位置を占めている」と指摘している。
AfDは国内でのコーシャ食肉処理やコーシャ肉の輸入・販売の禁止を支持しており、動物を屠殺する際には、動物が意識のある状態で行う必要があるとするユダヤ教やイスラム教の戒律に反して、屠殺前の気絶（スタニング）を義務付けるべきだと主張している。

#### 移民政策

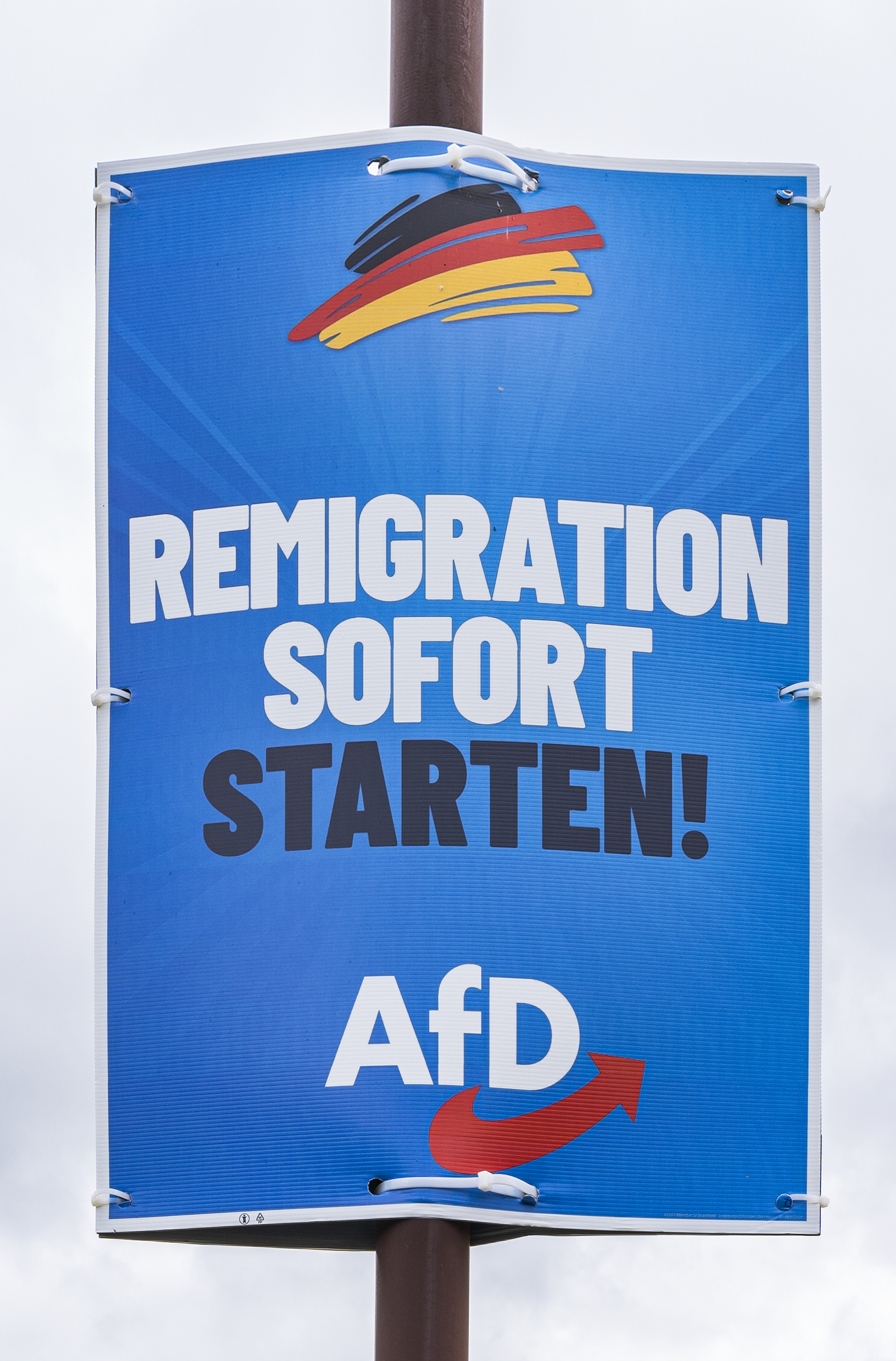
2024年テューリンゲン州議会選挙で再移住を訴えるAfDの選挙ポスター

AfDは、ドイツの国民的アイデンティティが、EU統合や国内における移民・難民の受け入れによって脅かされていると主張している。2015年11月の党大会では、ドイツ国家と国民の安全を最優先し、外国人の庇護権をその下位に置くこと、難民の受け入れに上限を設け、ドイツへの家族呼び寄せの禁止を政府に求めることが決議された。元党首フラウケ・ペトリーは2016年3月、「私は移民に反対しているわけではないが、送り出す国と受け入れる国の双方に大きな経済的・社会的影響をもたらす。多くのイスラム教徒の移民は我々の文化を変えるだろう。この変化が望ましいものであれば、それは幅広い多数派の支持を得た民主的決定であるべきだ。しかしメルケル氏は議会や国民の承認を得ずに国境を開き、誰でも受け入れた」と述べている。
党の綱領では、「大量移民の停止」を掲げ、ドイツ語を話し、社会に統合できる少数の高度技能移民のみを受け入れるべきだとしている。また、外国人移民による人口増加に頼るのではなく、ドイツ人がより多くの子どもを持つことを奨励している。EU域内の移動の自由の見直しも主張し、移民は少なくとも4年間、納税などを通じて社会保障に貢献してから初めて公的給付を受けられるようにすべきだとしている。さらに、多重国籍者や永住権を持つ外国人犯罪者の大量送還を訴えている。また、ジュネーブ難民条約を「時代遅れ」とし、難民審査の厳格化を求め、大量の難民を無審査で受け入れるのではなく、第三世界諸国の経済特区や安全地帯への投資を優先すべきだとしている。
2025年1月、AfDのカールスルーエ支部は、「追放チケット」と記された航空券風のチラシを郵便受けに投函するキャンペーンを実施した。これにはQRコードが付いており、AfDカールスルーエの公式サイトにリンクしていた。この行為は次期連邦議会選挙に向けた宣伝活動の一環だったが、民衆扇動罪の疑いで刑事警察の捜査対象となった。
同月、アフガニスタン出身で在留許可のない移民による刺傷事件が発生した後、CDUは連邦議会で移民に関する動議を提出し、AfDが賛成票を投じたことで多数派となった。この際、CDUのフリードリヒ・メルツ党首は、2024年11月に自ら提案した「AfD抜きで多数派を形成できる案件のみを採決にかけるべき」との方針を撤回する形となった。数日後、CDUの法案は一部のCDU議員の棄権により否決されたが、この棄権はAfDとの連携を巡る論争が影響したとみられている。

#### イスラム教徒に対する見解
フラウケ・ペトリーが党首だった時期に、AfDは反イスラム的な言説を強め、Pegida運動との比較にも肯定的な姿勢を示した。
2016年の党大会では「イスラムはドイツに属さない」と明言し、同年の綱領でもその立場を繰り返した。この綱領では、「イスラムはドイツに属さない。その拡大と、ドイツ国内におけるイスラム教徒の増加は、国家、社会、価値観への脅威である」と明記した。AfDはドイツにおける多文化主義を批判し、ミナレット（モスクの尖塔）やブルカ（全身を覆うヴェール）、アザーン（イスラム教の礼拝の呼びかけ）の禁止を主張した。また、公的空間や行政職員・教育現場におけるヒジャブ等の被り物も禁止すべきとしているほか、モスクへの外国資金の流入を禁じ、イマーム（イスラム教指導者）は国家の審査制度を経るべきだと訴えた。さらに、イマームはドイツ語でドイツ国内の大学で教育されるべきだとしている。一方で、信教の自由を支持する立場を表明しており、法を遵守しドイツ社会に統合されているイスラム教徒はドイツ社会の一員であると認めている。
同党は、極右の「ユーラビア陰謀論」を示唆する内容の看板広告を展開し、カウンタージハード運動に大きな影響を受けている、あるいはその一翼を担っているとみられている。
2018年1月、党幹部のアーサー・ワグナーがイスラム教に改宗したことが報じられた。ワグナーは、キリスト教会が同性婚を容認したり、ゲイパレードに司祭が参加したことなどを「道徳的堕落」と見なし、それに抗議するために改宗したと説明している。改宗後、幹部職は辞任したものの、党員としては残留している。

### 社会

#### LGBTの権利

「ジェンダー平等表現なしのドイツ語」を掲げるAfDの選挙ポスター（2024年5月）

AfDは暫定的なマニフェストで、同性婚に反対し、シビル・ユニオン（登録パートナーシップ）を支持する立場を示している。副党首のベアトリクス・フォン・シュトルヒも、公に同性婚に反対する姿勢を示しており、AfDは2017年に同性婚法の撤回を求めて訴訟を起こした。
なお、党共同代表のアリス・ワイデルは同性愛者であり、スリランカ系スイス人の女性映画プロデューサーとシビル・ユニオンを結んでいる。ワイデルはパートナーと2人の養子を育てている。
2024年のブランデンブルク州議会選挙において、AfDの首位候補者ハンス＝クリストフ・ベルントは、当選した場合、州内の公的建物でのレインボーフラッグの掲示を禁止すると表明した。ニーダーザクセン州議会のAfD会派も、2024年に公共施設でのレインボーフラッグの掲示を禁止する動議を提出した。

#### 割礼
AfDは、未成年者への医療目的以外の割礼禁止を支持しており、この慣行は「基本的権利の重大な侵害」であると主張している。

#### フェミニズム
左派系紙『ディー・ターゲスツァイトゥング』は、AfDを「古い性別役割を推進する政党」と評している。AfDの議員であるヴォルフガング・ゲデオンは、フェミニズムを「セクシュアリズム」や「移民主義」とともに「緑の共産主義」と呼ぶイデオロギーの一部として反対し、家族の価値観をドイツのアイデンティティの一部として強調している。AfDは女性の伝統的役割を支持し、現代フェミニズムに反対する団体とも連携している。党青年部は党執行部の支持のもと、SNSなどで現代フェミニズムの一部を批判するキャンペーンを展開している。

### 国内政策

#### 経済・社会政策
AfDは欧州域内市場（共同市場）を支持し、ルートヴィヒ・エアハルトによる社会的市場経済路線に倣った持続的経済政策と社会政策の実現に注力している。党は低所得層向けの社会保障制度の拡充を支持し、法的に定められた最低賃金を社会保障の一環として評価している。ただし、最低賃金制度が国内労働市場に過度な負担をかけないよう配慮すべきとし、収入補助などの社会的援助を国家が行うことを求めている。 また、AfDは財政赤字の解消を目標に金融政策を推進し、ユーロ救済策や銀行救済策における国民の補償負担リスクの明示を求めている。租税法の簡素化についてはキルヒホーフモデルを支持している。
経済的にはリベラル立場を維持し、2015年に経済リベラル派が分裂した後も、規制緩和や市場介入の縮小を重視している。党内の一部には中小企業重視や保護主義を主張する派閥も存在するが、これらは党全体に大きな影響力を持っていない。

#### 環境・気候変動
AfDは気候変動懐疑論を掲げており、気候が変化していること自体は認めるものの、その原因が人為的であることを否定している。気候変動は自然要因によるものと主張し、二酸化炭素濃度の上昇は地球の「緑化」に貢献してきたと主張している。AfDは積極的な気候政策に反対し、エネルギー転換政策（エネルギーヴェンデ）や再生可能エネルギー法、エネルギー規制、再生可能エネルギー法の廃止を主張している。バイオエネルギー補助金の廃止や、風力発電の「無秩序な拡大」への制限も主張。欧州グリーンディールにも反対し、欧州の脱工業化への懸念も示している。

#### エネルギー政策
AfDはエネルギー転換がドイツのエネルギー安全保障を脅かし、停電リスクを高めていると主張している。そのため、褐炭をドイツ国内のエネルギー安全保障と自給自足を保証する唯一の国産エネルギー資源と位置付けている。また、原子力発電所の2002年から2011年にかけての段階的閉鎖については「経済的損失であり、正当化できない」として、原発の運転延長や再稼働を主張し、再生可能エネルギー導入政策や原発廃止政策の撤回を求めている。
再生可能エネルギー法（EEG）などの補助金制度の廃止を訴え、エネルギー創出のための永続的な補助金助成制度は認めるべきではないとしている。また、CO₂排出量取引や炭素価格付けの全廃、EUの排出削減義務の撤廃も主張している。さらに、ロシア産ガス・石油への制裁解除とノルドストリーム2パイプラインの再開、損傷したノルドストリーム1・2の修復と再稼働も提案している。
欧州連合における環境破壊罪（エコサイド）の犯罪化にも反対しており、AfD所属の欧州議会議員グンナー・ベックは、「環境破壊を人権侵害や戦争犯罪と同等に扱うのは、人権概念のグロテスクな膨張だ」と述べている。AfDのこうした極端な反気候・反再生可能エネルギー政策は、他の欧州右派ポピュリスト政党と比べても際立っており、党の「反エリート」「反体制」的な立場と結びついていると指摘されている。

#### 健康政策
欧州連合において保健衛生制度の調整が広範囲におこなうことを党は拒否する。欧州連合段階において認められる調整は新薬認可のような国境を越え出ることの可能な保健衛生業務に限定される。さらにコストを下げるために、統一された薬価システムを導入していく。保健衛生に従事する職業の吸引力は官僚機構改革とネットワーク構築と職能給導入のような措置を導入することによって自律的に高められる。

#### 家族政策、男女共同参画政策
年金の将来を顧慮するならば子供の養育が重要になるので、家族の位置づけを高めるべきであるとしている。よって所得税における扶養控除制度の拡充を支持していく。2013年6月、党ベルリン支部は同性愛生活同伴者における税的平等性を肯定した。バーデン＝ヴュルテンベルク州における緑の党とドイツ社会民主党連立州政府は同性愛を授業の主要課題にする新教育カリキュラムを提案した。2014年1月、ドイツのための選択肢バーデン・ヴュルテンベルク州支部は緑赤連立州政府のこの新教育カリキュラムを拒否した。異なったジェンダーアイデンティティーを認めた上で、党は性の平等とその社会的役割を支持し促進する。他方、ジェンダーアイデンティティーを解消させる恒常的なジェンダー格差解消策（ジェンダーフリー）を党は否定している。欧州連合が加盟国に強いている財政上の支援を伴うジェンダーフリー促進策の停止を党は求めている。ジェンダー格差解消策に欧州連合EU予算が使われていることを明示すべきとしている。
企業と公共機関の人員採用において求職者の能力や必要な資格が審査照会されるべきであり、性差別があってはならない。女性と男性における機会均等はあらゆる社会領域において促進されなければいけない。男女機会均等規定を法律として発布する場合は政治による強制的な目標規定を導入してはならない。求職活動において、身障者と障害を持つ被保護者は健常者と同じ資格を持つ場合、優遇されなければならない。共同社会による扶助と保護を受ける権利が身障者と障害の持つ被保護者にあるからである。

#### 教育政策
学校、職業訓練、大学運営に関する教育政策は各地域の伝統と要望を取り入れた上で、国家の権限の下で決定される。最良の学校教育システムの導入によって一定の教育水準がドイツ連邦共和国全体に行き渡ることを党は要求している。
ディプローム試験と国家試験課程を可能な限り昔の形態に戻さなければならない。親による子供の人格形成と教育をサポートすることが国家の課題である。全日制託児所と学校の働きは子供の人格形成と教育において有意義なものにする。

### 外交
バイデン政権を鋭く批判している。

#### 欧州政策
ドイツのための選択肢は自党を反EU政党として見なしておらず、党の見解によれば欧州連合に原則的には敵対してはいない。党は共同市場を支持し、国会を通して為される官庁会計を維持しようとしているが、移転連合（ある国から別の国へと富を『移転』させるための連合）と欧州統一国家を拒絶している。立法権限を各国議会に戻すことを求める。さらに、ドイツのための選択肢はキャメロン首相と同様に欧州連合を自由に競争できる状況にすることに同意している。そのために、結党時の2013年4月においてイギリス保守党との欧州政治協力を実現することを論議していた。ドイツ連邦共和国の主権を欧州連合に売り渡すことを阻止するために、党はスイスの国民投票制度を倣った国民投票制度を要求している。
2013年4月14日のドイツのための選択肢創立党大会において、ユーロ圏の解体を強調するAfDの選挙公約を決定した。共通通貨ユーロは挫折し、欧州統合の追い込まれた状況に対応した党の施策であった。共通通貨導入によって欧州諸国の国民経済が破壊され、現役世代が重い負担を背負わされ貧困化し、欧州統合の前提となる諸民族の融合が崩されてしまったからである。加盟国に対する欧州連合の権限の縮小と更なる直接的な民主主義導入（住民投票制度）をAfDは求めている。党創立年における他のテーマは憲法学者パウル・キルヒホーフの提起を基にした税制改革案、および莫大な予算措置が取られている政治亡命者、難民庇護政策を移民対策費の枠内に含めて費用を削減していくことを提起した。2014年3月の党大会において、詳細な欧州議会選挙公約が決定された。さらに党員による投票制度に関する政治的ガイドラインを作成した。政治亡命者、難民庇護対策と定住外国人政策、さらにイスラム主義対策を強調する基本政策集も党指導部の戦略文書として作られた。

##### 欧州財政政策
共通通貨ユーロの廃止と各国独自通貨の再導入、あるいはより小規模で安定した通貨同盟の再結成がこの党の中心的要求である。さらに欧州連合基本条約を改正させることによって通貨同盟からの自発的な脱退を全ユーロ加盟国に可能にさせることも求めている。欧州安定メカニズム（ESM）から補助金貸付の停止させるようにドイツ連邦議会に圧力をかけ、負債が増え続けている債務国には債務カットを行わせ、その際には再び補助金を支給しないように求めている。

## 公的な立場

### 他の団体との関係
AfDが結党集会を開催したベルリンのホテル前では、極右層にも人気がある週刊紙『ユンゲ・フライハイト』のコピーが配布されていたと報じられている。『ラインニッシェ・ポスト』紙は、AfDの一部の党員や支持者がこの保守系紙に寄稿していることを指摘している。また、同集会の会場前では、ユーロ懐疑票の争奪をめぐってAfDをライバル視するドイツ国家民主党（NPD）のザクセン州議会議員アンドレアス・シュトールによる抗議活動も行われた。
2013年、AfDの党組織は、右派急進派を取り込む意図はないとするメッセージを発信し、極右的な言説との類似性をメディアに指摘されると、Facebookページ上の表現を抑制した。当時、AfDは反ユーロ政策を支持する極右や元NPD党員を排除するため、入党希望者の審査を実施していた。当時の党首ベルント・ルッケは、NPDからの称賛について「間違った側から拍手が来ている」と述べている。
緑の党は、AfDが排外主義的かつ国家主義的な感情に迎合していると批判している。また、AfD党員と緑の党青年部の間で衝突が起きたこともある。2013年の連邦議会選挙後、反イスラムを掲げるドイツ自由党は、2014年の選挙でAfDを一方的に支持し、自党の活動を地方選挙に限定すると発表した。これに対しルッケは、ドイツ自由党からの支持は不要だとして、AfDの党支部に対して採用凍結を勧告する書簡を送った.。
『シュテルン』誌は、2017年の連邦議会選挙におけるAfD候補396人のうち、47人が極右思想との距離を明確にしなかったと報じた。多くの候補者は公然と人種差別的ではないものの、第二次世界大戦におけるドイツの責任を相対化したり、「罪悪感のカルト」の是認を主張したりする者もいた。また、30人の候補者がプロフィールで極右的な友人を容認すると記載していたり、自ら極右団体のメンバーだったり、ドイツ帝国を偲びその象徴を使用したりする者もいた。
2018年には、現共同党首のティノ・クルパラが、ホロコースト否認論者で反ユダヤ主義者、極右活動家のニコライ・ネルリングのインタビューに応じ、その動画がYouTubeで公開された。動画では偶然の出会いを装っていたが、実際には動画の別カットにクルパラが待機する様子が映っていた。このインタビューは、ドイツ連邦憲法擁護庁が2019年に公表したAfDに関する報告書において、「いわゆる新右翼または右派ポピュリズム的『抵抗勢力』とのつながりを持つ」証拠として言及された。
2024年6月24日、ブランデンブルク州のラウハハンマー市とオーバーシュプレーヴァルト＝ラウジッツ郡において、AfDと、旧NPDで現在は「祖国」と呼ばれる極右政党の議員による共同会派が結成されたと発表された。ラウハハンマーでは「AfDプラス」という名称で市議会に、オーバーシュプレーヴァルト＝ラウジッツ郡では「ハイマート&ツークンフト」という名称で郡議会に会派が結成された。ディ・ハイマートのトーマス・ギュルトラーが両会派で中心的な役割を担う予定とされている。この動きは、AfDと極右政党ディ・ハイマートとの初の公式な連携と見なされている。両会派の結成は、AfD党首ティノ・クルパラの「地方レベルでは他党との防壁を設けない」との発言によって後押しされた。

### 難民に関する姿勢
2016年、AfDの欧州議会議員マルクス・プレツェルは、難民によるドイツ国境への侵入を「最終手段として武力で防ぐべきだ」と発言し、党から除名処分を受けた。同年、AfDの元党首で欧州議会議員のフラウケ・ペトリーも、地方紙『マンハイマー・モルゲン』取材に対し、ドイツ国境警備隊は「不法入国を阻止する」職務を果たすべきであり、「必要ならば武器を使用してでも不法な国境越えを防止すべきだ」と発言した。ペトリは後に「警察官が難民に発砲したいと思っているわけではなく、私も望んでいない」と述べつつも、国境警備隊は欧州の国境管理のために法を順守すべきだと主張し、これらの発言を繰り返し主張した。

### Pegida運動への対応
AfDのメンバーは、Pegida（反イスラム・反移民を掲げる市民運動）やそのデモに対して様々な意見を表明している。元党首のベルント・ルッケは、この運動を「政治家たちが市民の不安を理解していないことの表れだ」と評している。CDUの内務大臣トーマス・デメジエールがPegidaの集会とAfDの「重なり」を指摘したことに対し、アレクサンダー・ガウラントはAfDは「この運動の自然な同盟者である」と述べた。一方、ハンス＝オラフ・ヘンケルは党員に対しデモ参加を控えるよう求め、『ターゲスシュピーゲル』紙に対して、Pegidaのデモには「排外主義的、あるいは人種差別的な意味合いが含まれている可能性が否定できない」と述べている。『エコノミスト』誌が行った簡易調査では、Pegidaの抗議者のうち9割がAfDを支持すると回答した。

### ネオナチ関連の論争
2017年1月、AfD創設メンバーの一人であるビョルン・ヘッケはドレスデンでの演説で、ベルリンのホロコースト記念碑について「ドイツ人は自国の首都の中心に『恥の記念碑』を建てた唯一の民族だ」と発言し、ドイツの追悼政策に対して「180度の転換」が必要だと主張した。この発言はドイツ国内のユダヤ人団体を含む多方面から反ユダヤ的・ネオナチ的と批判された。党内でも当時の党首フラウケ・ペトリーがヘッケを「党の重荷」と評する一方、アレクサンダー・ガウラントらは発言に反ユダヤ主義的要素はないと擁護した。2017年2月、AfD執行部はヘッケの党除名を求めたが、テューリンゲン州の党内仲裁委員会が審理を担当し、2018年5月にはヘッケの党籍維持が認められた。
また、AfDの政治家マティアス・ヘルフェリヒは、SNS上で自らを「ナチスの友好的な顔」と称し、ナチス時代の判事ローラント・フライスラーになぞらえて「民主的なフライスラー」と自称した。これらの発言は党内外で物議を醸したが、ヘルフェリヒは後にこれらの発言が風刺であったと釈明した。
2024年1月には、アリス・ワイデル共同党首の顧問だったローラント・ハルトヴィヒらAfD幹部がネオナチ系インフルエンサーと共に、数百万人規模の「難民」や「同化していない者」、「非ドイツ系住民」（ドイツ国籍・永住権者も含む）の国外追放計画を話し合う極右集会に出席していたことが明らかになった。この報道を受け、2024年にはドイツ各地で大規模な反極右デモが発生した。
2024年5月、ヘッケは2021年の選挙演説でナチ党の突撃隊（SA）由来の禁止スローガン「Alles für Deutschland（すべてをドイツのために）」を意図的に使用したとして、ハレ州の地方裁判所から1万3000ユーロの罰金刑を科された。ヘッケはこのスローガンの出自を知らなかったと主張したが、裁判所は彼が元歴史教師であることからその主張を退けた。
同月、AfDの欧州議会選挙候補であるマキシミリアン・クラは、ナチスの武装親衛隊（Waffen-SS）の隊員が必ずしも犯罪者ではないと擁護する発言を行い、国内外で批判を受けた。これを受けて、フランスの極右政党「国民連合」はAfDとの連携を解消した。
2025年の連邦選挙後、マキシミリアン・クラとマティアス・ヘルフェリヒは連邦議会議員として再び議席を得た。

### 極右指定
2025年5月2日、ドイツ連邦情報局（BND）は、AfDを「極右団体」と正式に指定する1,100ページに及ぶ報告書を発表した。この報告書では、AfDの反イスラム的姿勢や、移民よりも民族的・血統的な「ドイツ人」を優遇する政策が中心的な論点とされた。この指定により、当局は党の通信傍受や情報提供者の活用など監視を強化できるようになった。内務省によれば、この指定により、AfD所属の公務員がその職務内容に応じて解雇される可能性がある。AfDはこの指定を政治的動機による中傷であるとして訴訟を起こした。

### 親ロシア運動
AfDのメンバーの大部分は、ロシアとその外交政策を支持している。ドイツの連邦憲法擁護庁は、ロシアがドイツの民主主義を多方面から不安定化させようとしていると報告している。同機関のトーマス・ハルデンワン長官によると、AfDの一部がロシアのプロパガンダを拡散し、右翼過激主義の拡大に寄与している。
組織犯罪と汚職報道プロジェクト（OCCRP）によると、AfDの議員や活動家がロシアの政治家と密接な関係を持ち、金銭的利益を受けていたことも明らかにされている。これらの関係は、ロシアの「国際時事政策機関」によって組織されたものであり、欧州の政治家に対して親クレムリン的な動議を推進するための資金提供が行われていた。AfDは、ロシアの侵攻を受けるウクライナへの軍事支援停止やEUからの離脱も掲げている。
また、AfDはクリミア併合やドンバス紛争をめぐってロシア寄りの立場をとり、対ロ制裁に反対し、ウクライナ支援にも批判的である。こうした親ロシア姿勢は特に旧東ドイツ地域で強い支持を得ており、経済格差や再統一後の不満と結びついている。一連のスキャンダルや秘密会合の発覚を受け、AfDのロシアとの関係は国内外で大きな論争となっている。

## 党組織
ドイツのための選択肢における党組織は指導部、傘下団体、州支部に分けることが出来る。2013年2月6日にベルリンで開催された創立党大会においてコンラート・アダム、ベルント・ルッケ、フラウケ・ペトリーら3人が同等権限を有する党代表者が選ばれた。2015年7月4日、ノルトライン＝ヴェストファーレン州の工業都市エッセンで開催されたドイツのための選択肢臨時党大会において、フラウケ・ペトリーとイェルク・モイテンが党首に選ばれた（二人代表制）。
その後、2017年12月2日にハノーファーで開かれた党大会で、イェルク・モイテンとアレクサンダー・ガウラントが党代表に選ばれている。

### 連邦党指導部
| 党首             | ティノ・クルパラ、アリス・ワイデル |
| 副党首           | アレクサンダー・ガウラント、アルブレヒト・グラザー、ベアトリクス・フォン・シュトルヒ                                                      |
| 連邦党財務担当   | クラウス・フォールマン（副担当：ボード・ズーレン）                                                                                        |
| 党指導部メンバー | ディルク・ドリーザング、ユリアン・フラック、アルミン＝パウル・ハンペル ゲオルク・パズダルスキ、アンドレ・ポッゲンブルク、アリス・ワイデル |

### 州支部
AfDはドイツの全土の州議会に野党として議席を有し、各州に支部を置いている。
|  | 州支部                             | 設立日時       | 州支部代表                                      | 党員数 2017年4月現在 | 州議会選挙結果 | 2017年ドイツ連邦議会選挙結果 | 2019年欧州議会選挙結果 |
|  | ---------------------------------- | -------------- | ----------------------------------------------- | -------------------- | -------------- | ---------------------------- | ---------------------- |
|  | バーデン＝ヴュルテンベルク州       | 2013年04月22日 | - イェルク・モイテン - ローター・マイヤー       | 3,750人              | 15.1% (2016)   | 12.2%                        | 10.0%                  |
|  | バイエルン州                       | 2013年05月31日 | - マルティン・ズィッヒャート                    | 3,683人              | 10,2 % (2018)  | 12.4 %                       | 8.5%                   |
|  | ベルリン州                         | 2013年04月27日 | - ベアトリクス・フォン・シュトルヒ              | 1,204人              | 14.2% (2016)   | 12.0%                        | 9.9%                   |
|  | ブランデンブルク州                 | 2013年04月28日 | - アンドレアス・カルビッツ                      | 1,091人              | 29% (2024)     | 20.2%                        | 19.9%                  |
|  | ブレーメン州                       | 2013年05月12日 | - フランク・マグニッツ                          | 134人                | 06.1% (2019)   | 10.0%                        | 7.7%                   |
|  | ハンブルク州                       | 2013年04月07日 | - ベルント・バウマン                            | 509人                | 06.1% (2015)   | 7.8 %                        | 6.5%                   |
|  | ヘッセン州                         | 2013年05月05日 | - ローベルト・ ラムブロウ - クラウス・ ヘルマン | 2,271人              | 013,1 % (2018) | 11.9%                        | 9.9%                   |
|  | メクレンブルク＝フォアポンメルン州 | 2013年04月21日 | - ライフ＝エリク・ホルム - マティアス・マンタイ | 606人                | 20.8% (2016)   | 18.6%                        | 17.7%                  |
|  | ニーダーザクセン州                 | 2013年05月01日 | - アルミン＝パウル・ハンペル                    | 2,376人              | 06.2 % (2017)  | 9.1%                         | 7.9%                   |
|  | ノルトライン＝ヴェストファーレン州 | 2013年04月12日 | - マルティン・レナー                            | 4,355人              | 7.4% (2017)    | 9.4%                         | 8.5%                   |
|  | ラインラント＝プファルツ州         | 2013年04月09日 | - ウーヴェ・ユンゲ                              | 1,716人              | 12.6% (2016)   | 11.2%                        | 9.8%                   |
|  | ザールラント州                     | 2013年05月03日 | - ヨーゼフ・デーア                              | 371人                | 06.2% (2017)   | 10.1%                        | 9.6%                   |
|  | ザクセン州                         | 2013年04月28日 | - イェルク・ ウアバーン                         | 1690人               | 030.6 % (2024) | 27.0%                        | 25.3%                  |
|  | ザクセン＝アンハルト州             | 2013年04月05日 | - アンドレ・ポッゲンブルク                      | 670人                | 24.2% (2016)   | 19.6%                        | 20.4%                  |
|  | シュレースヴィヒ＝ホルシュタイン州 | 2013年04月27日 | - トーマス・トムセン - マルクス・シーブ         | 941人                | 05.9% (2017)   | 8.2%                         | 7.4%                   |
|  | テューリンゲン州                   | 2013年04月27日 | - ビョルン・ヘッケ - シュテファン・メラー       | 911人                | 32.8% (2024)   | 22.7%                        | 22.5%                  |

### ドイツのための若い選択肢
ドイツのための若い選択肢（JA）は、AfDの青年団として活動しているが、2023年以降、連邦憲法擁護庁（BfV）によって過激派組織と認定されている。ドイツの主流メディアからは、「極右すぎる」、政治的に後退的であり、反フェミニズム的であると繰り返し非難されている。

### 党員
党創立後、多数の入党者がいたことが記録されている。党のウェブサイトによると18日間で5千人以上の党員たちが個人の意思で手続きを経て入党した。7週間後にはすでに1万人の党員がいた。党の記録によると、当時10,476人の登録された党員がいたが、その内2.795人は他党に入党した経歴があった。1,008人がキリスト教民主同盟（CDU）、587人がドイツ自由民主党（FDP）、558人がドイツ社会民主党（SPD）、220人がキリスト教社会同盟（CSU）、143人が海賊党、106人が同盟90/緑の党の党員だった。さらに、南独に基盤を有する自由な有権者党からの入党者もいた。ベルリン支部党員の部分は州支部代表を含めて他党出身者であった。自由な有権者党を離党してドイツのための選択肢のハンブルク代表になったイェーン・クラウゼは支持者たちを連れて来た。極右政党ディ・フライハイトから約350人がくら替えして入党している。ヘッセン州議会において、所属会派からのくら替えによってドイツのための選択肢党員が無所属議員として短期間であったが存在しており、複数の市議会にも議員が存在していた。2013年5月段階において党員における女性の比率は約14%、全党員の平均年齢は51歳であった。
2014年の夏以降、多くのドイツ・メディアはドイツのための選択肢党員たちの離党、とりわけ経済自由主義者グループに属するメンバーたちの離党を頻繁に報道した。彼らはいわゆる党の右傾化のために離党したのである。例えば、マルティナ・ティゲス＝フリードリヒスを挙げることが出来る。彼女は5週間ニーダーザクセン州党副代表であったが、党内でイスラム恐怖症が増大していることを理由に離党した。2014年2月初めまでテューリンゲン州の党代表だったミカエラ・メルツは、同年9月に離党してしまった 。メソジストの信徒神学者セバスチャン・モルは2014年10月にドイツのための選択肢から離党した。
党の創設者ベルント・ルッケは2015年7月のエッセン臨時党大会後にドイツのための選択肢から離党してしまった。党創立時よりも、イスラム嫌悪や外国人嫌悪感情がドイツのための選択肢党内において高まっていることを彼は離党理由に挙げた。さらに、党内において反西欧的傾向が見られ、ロシアの外交安全保障政策を支持する者（親プーチン派）が増え、議会制民主主義への批判すら台頭して来ていることも指摘した。「ドイツのための選択肢をプロテスト政党に変質させようと画策した大勢の党員がいたことに気づいた時はすでに手遅れだった」とベルント・ルッケは明らかにした。
この彼の見解に対して、ドイツのための選択肢に批判的なコメンテーターたちはベルント・ルッケの以前の政治姿勢、つまり右派の有権者の方に目を向けて、右派ポピュリストたちの力を借りようと動いたことを指摘した。ルッケの党首解任後、離党の波が党を襲い2015年7月10日まで2千人以上がこの党から去った。その中には副党首でIBMヨーロッパのCEO（最高経営責任者）という経歴を持ったハンス＝オーラフ・ヘンケルもいた。極端な右寄り偏向、粗野で抵抗至上主義的傾向、偏見に満ちた態度がドイツのための選択肢の多数派に現れていることを彼は訴えた。
2015年8月末までにドイツのための選択肢党員の約20%が離党したと党の文書には記録されている。2015年10月中旬にはドイツのための選択肢は再び19.000人の党員数を記録した。毎日約40人の新規入党者がいたからである。2015年11月末に開催されたハノーファー党大会前には約2万人の党員になっていた。その時点でベルント・ルッケの支持者たちの集団離党以前の党勢に戻っていた。党則によると、極右団体や極右政党に以前入っていた者の入党を原則的には認めていない。その党則に合致しない事例が連邦憲法擁護庁の報告書に記されている。党指導部の了承がある場合に限って、極右組織にかつて所属していた者の入党が可能になっている。『ハンデルスブラット』紙のディトマー・ノイアラー記者によると、ドイツのための選択肢は極右とは一線を画そうとしているが、極右政党の党員だった者たちには入党の門戸を広げている。党指導部の二三の幹部はメディアの報道によると、ドイツ・ブルシェンシャフトのメンバーであり、党本部において組織と企画に関する担当者が右派系週刊誌『ユンゲ・フライハイト』の広報出身者だった。2013年ドイツ連邦議会選挙後に極右政党ディ・フライハイトから働きかけがあったことはよく知られているが、党の周辺団体として別の選挙に関与することは拒否された。当時の党首ルッケは極右小政党からの入党を停止することを求めていた。外国人を嫌悪する者、人種主義者、反ユダヤ主義者、イスラムを嫌悪する者や極右、極左にはドイツのための選択肢の党員資格は与えられないことになっていた。しかしながら、旧東独の多くの地方支部は極右政党ディ・フライハイトからの離党者の入党要請を審査しようとした。

## 党勢
| 選挙                     | 獲得議席 | 改選数 | 議席占有率 |
| ------------------------ | -------- | ------ | ---------- |
| 2013年ドイツ連邦議会選挙 | 0        | 631    | 0%         |
| 2017年ドイツ連邦議会選挙 | 94       | 709    | 13%        |
| 2021年ドイツ連邦議会選挙 | 83       | 735    | 11%        |
| 2025年ドイツ連邦議会選挙 | 152      | 630    | 24%        |

## 世論調査で明らかになった支持者像
2013年ドイツ連邦議会選挙に際して、AfDは女性よりも男性有権者から支持されたことが選挙分析から明確になっていた。当時、この党は労働者階層から支持を受けた。さらに、この党はドイツ自由民主党と左翼党のかつての支持者たちから投票先として選択された。さらに、AfDへの投票者の60%は党への強い一体感からではなく、他党への失望から投票していた。
ライプツィヒ大学で調査編集されるドイツ極右思想第8回中間研究報告が2014年6月に刊行され、2432人に質問した結果、52人が今後おこなわれるドイツ連邦議会選挙でAfDに投票すると回答したと発表した。AfDに投票すると回答した52人の内26人が外国人嫌悪感情を持ち、15人が排外主義的かつ国家主義的で、7人が反ユダヤ主義的傾向を示していた。このような回答から、この党支持者らは極右政党支持者の一歩手前に位置しているとこの調査は見なしている。
ドイツ社会民主党に近いフリードリヒ・エーベルト財団の委託を受けて実施され2014年11月に公表された世論調査では、1915人中68人が今後のドイツ連邦議会選挙においてAfDに投票すると回答。その分析によるとAfDに投票すると答えた68人には平均値を上回る排外主義者（41%）、外国人嫌悪感情を持つ者（16%）、国家社会主義の危険を軽視する者（14%）が存在していたと報告されていた。
2014年6月に世論調査会社フォルサが発表した世論調査結果によれば、AfD支持者は他の極右政党支持者とは明らかに異なった傾向を示していた。AfD支持者は比較的収入が高い中上層の社会階層出身者が多く、高学歴の傾向を示した。けれども、この党もドイツ連邦議会に議席を持つ政党として持つべき信頼性が共に欠けていた。支持者たちに見られる経済に関する悲観的見解や、平均を上回る無宗派比率と男性比率の多さが党への信頼性の低さに結びついている。とりわけ、ホワイトカラー、年金生活者がAfD支持者において目立ち、反対に個人事業主や公務員、労働者たちがAfD支持層に少ない。AfD支持者の55 %が自らの政治的位置を中間派と見なしており、政治的右翼であると見なしているのは28%、政治的左翼であると見なしている支持者は17%いた。
アレンスバッハ世論調査研究所の研究報告によると、世論調査専門家レイナーテ・ケッヘナーはAfDを2014年10月において欧州統合に距離を持ち、移民は不快感をもたらす存在と見なす有権者たちから支持を集めている党と定義している。通貨同盟と欧州連合はAfD支持者たちからは国民全体の平均値よりも批判的であった。AfD支持者たちは欧州連合EUをドイツの豊かさにとってリスクになると見なしており、さらに国家としての特徴づけを失わせる厄介な存在と受け取っている。それに比べて、平和問題と共通経済圏としてのユーロ圏への関心は一般国民の平均値よりも低い。AfD支持者たちにとって何よりも重要なことは、AfDが既成政党による政治的合意や妥協を破壊することにある。多くの支持者たちは、AfDは他党とは明確に異なる政治的立場を代表していると見なしている。彼らは党首だったルッケが政治に新鮮な風をもたらしたと見なしている。党の目的として支持者たちは移民を制限すること、現行の亡命者難民庇護法を改正し受け入れを厳しく制限することを求めている。さらに共通通貨ユーロを廃止し、欧州連合の価値や重要性を否定し、昔のように国家の利益を決定的なものとして何よりも優先することも求めている。同時に彼らは市民の政治参加促進（直接民主制導入）、国内安全保障（テロ対策等）、改革遅延解消、社会正義と経済と中産階級の利益維持の擁護者としてAfDを見なしている。支持者のおよそ4分の3はAfDのみが他の政党よりも最上の未来構想を持っていると信じていた。支持者の党に寄せる信頼の高さはキリスト教民主同盟（CDU）/キリスト教社会同盟（CSU）でも同様であった。
ドイツ公共放送連盟から委託されたインフラテスト・ディマップ研究所の世論調査結果が2015年10月に発表された。その世論調査において調査対象者の6%がAfDに投票すると回答した。AfD支持者の95%はドイツ政府に不満を持ち（満足しているのは5%）、その不満足と回答した比率はドイツの政党支持者の中で最も高かった。移民流入の結果をAfD支持者の93%はドイツにとってマイナスと見なし（利益に適ったと見なしたのは1%）、79%はクリミア危機後における対ロシア制裁の緩和することに賛成し、ロシア制裁継続の21%を大きく上回った。2015年11月に発表された同研究所の別の世論調査において、国境における出入国管理施設の拡充にAfD支持者の93%が賛成を表明（反対は5%）、83%がドレスデンで活動しているペギーダ運動西洋のイスラム化に反対する欧州愛国者に大きな理解を示した。その世論調査において全回答者の8%（西部ドイツが7%、東部ドイツが12%）がAfDに投票すると回答した。2013年のドイツ連邦議会選挙以降において、ドイツのための選択肢はキリスト教民主同盟（CDU）、ドイツ社会民主党（SPD）、左翼党（Die Linkspartei〈ディー・リンクスパルタイ〉）の支持層から新たな支持者を獲得している。

## メディアとの関係
AfD党員たちやシンパたちによって取材をするジャーナリストたちが脅されたり、集会会場から追い出されたりしていることをドイツ・ジャーナリスト連盟は再三非難している。
AfDは結党当初から実際的な傾向を示す新右派系週刊新聞『ユンゲ・フライハイト（JF）』によるバックアップを受けて来た。これまで、『ユンゲ・フライハイト』は党の非公式広報紙として見なされ、党内派閥による論争に紙面を提供した。『ユンゲ・フライハイト』編集長ディーター・シュタインはかなり前からCDU/CSUより右に位置する政党を設立しようと動いていた。 さらに、シュタインはAfD内において最初はベルント・ルッケを支持していたが、後にフラウケ・ペトリーへの支持に変わった 。右派系インターネット政策誌『ゼツェシオン』発行人ゲッツ・クビチェックは既成政党への不満からAfDテューリンゲン州支部代表ビヨルン・ヘッケと一緒に活動した。クビチェックは雑誌『ゼツェシオン』を2003年に創刊していた。ゲッツ・クビチェックはビヨルン・ヘッケの党内新右派集団を支援した。
マインツ大学教授で政治学者のカイ・アルツハイマーによると、2015年のエッセン党大会においてルッケら経済自由主義者たちが離党するまでは、AfDに好意的な社説が保守的な新聞（『フランクフルター・アルゲマイネ』『ハンデルスブラット』『ディ・ヴェルト』）に掲載されていた。しかしながら、2015年の党分裂を境に、ドイツ国内の主要メディアの報道内容はAfDに対して完全に否定的になった。

## 評価

### 2015年
- ドイツの政治学者たちはAfDを2015年7月の党分裂以前の2014年において既に、政治的スペクトルにおいてCDUよりも右に位置しているとし、右派ポピュリズムに支配された、あるいは右派ポピュリズムに影響された政党と見なしている。2015年7月のベルント・ルッケとその支持者たちの離党は党の右傾化の結果であり、経済自由主義者に対する国民保守主義者の勝利と多数の政治学者たちは見なしている。その後、何人かの政治学者たちはAfDの一部と特定の指導者たち（テューリンゲン州代表ビョルン・ヘッケ等）は極右、極右ラディカル派、あるいはドイツ特有のフェルキッシュ思想の持主であると見ている。
- 2015年6月のAfDエッセン臨時党大会以後、ドイツの政治学者フランク・デッカーはAfDにおいて右傾化が起きたことを確認した。さらに、一時的に右傾化したわけではないことも彼は指摘している[360]。後に発表された論文で、彼はAfDを右翼ポピュリスト政党として分類した[361]。
- 政治学者でベルリン自由大学教授のオスカー・ニーダーマイアーは、2015年6月のエッセン臨時党大会において、党の政治路線に関する抗争が極右勢力とのつながりを持ち続けている党内右派保守派に有利になる形で終わったと見なした。党内右派保守派はフラウケ・ペトリーの指導する派閥である[362]。
- 2015年11月28-29日にハノーファーで開催された第4回定期大会後、AfDにドイツ国内の保守から極右にまで至る政治的潮流が結集していることをオスカー・ニーダーマイアーは明確に認めた。事実、AfDは今や保守派からフェルキッシュ思想（民族主義）信奉者までの多様で幅広いドイツ右派勢力を網羅しているからである[363]。
- 歴史学者フォルクハルト・クニッゲは、AfDはフェルキッシュ‐国家主義的党であると説明している。エアフルト決議以後、この党はそのイデオロギー的プログラムを明確にしている。テューリンゲン州党代表ビョルン・ヘッケを少しばかり白い体毛を持つオオカミとして彼は特徴づけている[364][365]。
- 政治学者カール＝ルードルフ・コルテは以下の様に結論づけている。事実、ビョルン・ヘッケは現代ドイツにおいて1920年代から1930年代に展開されていたフェルキッシュ（民族主義的）思想を広めている。それ故、コルテはヘッケによる発言をかび臭くて、極右的なフェルキッシュなものと見なしている[366]。
- 極右研究者ハーヨ・フンケはAfDを右翼ポピュリストではなく、むしろ大半は極右化していると見なしている。ブランデンブルク州のアレクサンダー・ガウラントの少なからぬ発言は極右的であると理解しているからである[367]。
- ドイツ公共放送局（ドイチェラントフンク）でハーヨ・フンケは「AfDは大半が極右化している。この党はメクレンブルク＝フォアポンメルン州のロストックでネオナチが横断幕看板を掲示していたデモに理解を示したのだ。詳しく言うと、ブランデンブルク州代表アレクサンダー・ガウラントと彼の指導する党支部は極右運動に理解を示したのである[368]」と語った。しかもメクレンブルク＝フォアポンメルン州とテューリンゲン州の党支部、とりわけテューリンゲン州党代表ビョルン・ヘッケはAfD内の極右ラディカル派であるとフンケは見ている。ヘッケはファシスト的アジテーションを行っているからである[369]。
- 歴史学者アンドレアス・レーダーによると、AfDは政治的コンセンサスを壊す側に常に立とうとしている。CDU/CSUの中道左派路線推進によって、ドイツのための選択肢はCDU/CSUの右側という新たな居場所を見つけ出したのである。ドイツのための選択肢は共通通貨ユーロを否定する政党として常に欧州諸国の連合体に向かい合うことになる。難民問題に対峙しながら、ドイツのための選択肢は2015年の党分裂後、今までのドイツにおいて支配的であった多文化共存思潮や、反差別運動に明確に距離を置くことを選択したのである。言い換えると、AfDは西欧的伝統から離れてドイツの民族主義伝統に向かっているのである[370]。
- 政治学者トルステン・オッペルラントによると、政治路線の違いよりも政治スタイルや優先する政策項目の違いによって、2015年7月の党分裂時まで党内抗争が続いていたのである。分裂後のAfDの政治的指針においても、リベラル保守と国民保守主義派の見解が同様な形で再び見出すことが出来るからである[371]。

## 不祥事、出来事
不祥事が続いており、また、所属していた欧州議会会派のIDからも除名されたが、2024年6月の欧州議会選挙で勢力を拡大した。
- 2017年の選挙時、アリス・ワイデルなど複数のAfD党の政治家が、不動産王のヘニング・コンレ（英語版）から不正献金を受け取っていたことが2018年に発覚した[372][373][374][375]。

- 2020年4月、党の広報を長らく務めたクリスチャン・リュート（Christian Leuth）はファシストを自称し、第二次世界大戦で潜水艦の艦長を務めたヴォルフガング・リュートを血縁関係が無いにもかかわらず、ヒトラーから鉄十字勲章を授与されたという「アーリア人の（私の）祖父」と称賛したという理由で党から停職処分を受けた。同年9月28日、リュートは同年2月、YouTubeで右派系の記者と会談した際、民間放送局が密かに撮影した会話の内容をニュースサイト「ツァイト・オンライン」（Zeit Online）が報道した。内容は、2015 - 16年に100万人以上の難民が流入したことについて、「さらに多くの難民」がやって来ることはAfDにとって政治的な利益になるため歓迎する（「ドイツが悪事を働くほど、AfDにとって都合が良い」）と述べ、その上で「受け入れてからでも、彼らを全員射殺することができる。それは問題ではない」「毒ガスでも何でも好きな方法で殺せ。何でもいい」という極めて過激なものだった[376]。
- 2022年12月、極右の「ライヒスビュルガー（ドイツ語版、英語版）（帝国市民）」運動やQアノン支持者、AfDの元議員などが参加した集団が、クーデターを計画して25人が逮捕された[377][378][379][380]。AfDに所属するビルギット・マルザック＝ヴィンケマン（英語版）元議員は、新国家が成立した際の法務大臣になる予定だった[381][382]。
- 2024年1月、党幹部らが移民の大規模な追放計画を協議していた疑惑が浮上。最大200万人の移民を追放して北アフリカに移住させる案を話し合っていたとみられている[383]。AfDの一部の議員は移民を「家畜」と呼び、国外追放を呼びかけている[383]。
- 2月、ウクライナ侵略を続けるロシアを支援したとの情報もある。独誌『シュピーゲル』は、AfDの連邦議会議員の顧問（当時）が露連邦保安局（FSB）の諜報員とみられる人物と連絡を取り合った疑惑を報道した。顧問はFSBの指示を受け、独政府によるウクライナへの兵器供与の停止を求める訴訟をAfDと協力して起こそうとしたという[383]。
- 4月、独連邦検察庁は、欧州議会の情報を中国側に流したスパイ行為の容疑でAfDに所属する欧州議会議員のスタッフを拘束した[383]。
- 5月、AfDの地方支部代表が演説でナチスのスローガンを使ったとして罰金刑を受けた[140]。
- 5月下旬、AfD主席候補者のマクシミリアン・クラー（英語版）欧州議員によるナチス親衛隊を擁護する発言が原因で、所属していた欧州議会の極右会派「アイデンティティと民主主義（ID）」から除名された[140]。
- 2025年1月、AfDがカールスルーエの移民系世帯に「国外追放チケット」と称した選挙ビラを配布した疑いが浮上し、第二次世界大戦中のナチスによるユダヤ人国外追放を想起させるものとして、警察が扇動の容疑で捜査を始めた。カールスルーエ市長は「恐怖を引き起こすもので、一線を越えている」とAfDの選挙活動を批判した[384]。

## 関連文献
- 渡辺富久子（５ ドイツ ドイツのための選択肢）「欧州における主なポピュリズム政党」（PDF）『調査と情報―ISSUE BRIEF―』No.961、国立国会図書館 調査及び立法考査局、2017年4月25日。